# Отрадное (Приморский край)
Отра́дное — село в Михайловском районе Приморского края, входит в состав Ивановского сельского поселения.

## География
Село Отрадное стоит на левом берегу реки Илистая.
Дорога к селу Отрадное идет на юг от автотрассы Осиновка — Рудная Пристань через Ивановку и Николаевку.
Расстояние до районного центра Михайловка около 60 км.
На юг от Отрадного идёт дорога к селу Многоудобное Шкотовского района, до которого 49 км, и далее к Шкотово.

## Население
| 2002 | 2010 |
| ---- | ---- |
| 155  | ↘132 |

## Улицы
| - ул. Интернациональная, - ул. Кленовая, - ул. Ленинская, | - ул. Новая, - ул. Парковая, - ул. Садовая. |

## Экономика
Сельскохозяйственные предприятия Михайловского района.